# Boogschieten op de Aziatische Spelen 1994
Boogschieten was een onderdeel van de Aziatische Spelen 1994 in Hiroshima, Japan. Mannen en vrouwen konden individueel en in teams meedoen.

## Medaillewinnaars
| Onderdeel             | Goud                                        | Zilver                                                     | Brons                                            |
| Mannen (individueel)  | Park Kyung-Mo                               | Chung Jae-Hun                                              | Wu Tsung Yi                                      |
| Mannen (team)         | KOR Chung Jae-Hun Oh Kyo-Moon Park Kyung-Mo | JPN Takayoshi Matsushita Sadamu Nishikawa Hiroshi Yamamoto | KAZ Vitaliy Shin Vadim Chikarev Vladimir Echeyev |
| Vrouwen (individueel) | Lee Eun-Kyung                               | Lim Jung-Ah                                                | Han Hee-Jeong                                    |
| Vrouwen (team)        | CHN He Ying Lin Sang Wang Xiaozhu           | INA Purnamc Pandiangan Rusena Gelanteh Dahliana Dahliana   | KOR Han Hee-Jeong Lim Jung-Ah Lee Eun-Kyung      |